# Maria Pia de Bourbon-Duas Sicílias
Maria Pia de Bourbon-Duas Sicílias (Cannes, 12 de agosto de 1878 — Mandelieu, 20 de junho de 1973), foi uma princesa italiana, filha do príncipe Afonso, Conde de Caserta e neta do rei Fernando II das Duas Sicílias. Tornou-se membro da família imperial brasileira ao casar-se com o príncipe Luís de Orléans e Bragança, segundo filho da Princesa Isabel, em 1908.
Embora fosse uma princesa italiana, do Reino das Duas Sicílias, ela nasceu e foi criada na França, onde seus pais viviam exilados desde a unificação italiana.  Após a morte de seu tio, Francisco II, que havia sido o último rei das Duas Sicílias, em 1894, seu pai assume a chefia da Casa Real das Duas Sicílias, e assim, a pretender ao extinto trono real das Duas Sicílias.
Após ser formalmente apresentada na corte austríaca e bavára, Maria Pia se casa com o príncipe Luís, filho e herdeiro da Princesa Isabel, em 1908, com quem tem três filhos. Com agravamento de sua enfermidade contraída durante o primeiro ano da Grande Guerra, Maria Pia se dedicou a cuidar do marido, hospedando-se na Villa Maria Teresa, em Cannes, devido ao clima mais propício à saúde do enfermo que, entretanto, veio a falecer em 1920, com apenas 42 anos de idade.

## Biografia

### Família e infância
A Princesa Maria Pia nasceu em 12 de agosto de 1878 na Villa Maria Teresa, residência de seus pais em Cannes, onde sua família estava exilada desde a unificação italiana. Era a sexta filha, terceira menina, do príncipe Afonso, Conde de Caserta e de sua esposa e prima-irmã, a princesa Maria Antonieta das Duas Sicílias. Seus pais eram membros da Casa de Bourbon-Duas Sicílias, um ramo italiano da Casa de Bourbon, e eram primos um do outro varias vezes. Seu pai era o terceiro filho do rei Fernando II com sua segunda esposa, a arquiduquesa Maria Teresa da Áustria. Já sua mãe era a filha mais velha do príncipe Francisco, Conde de Trápani (irmão de Fernando II), e de sua esposa e sobrinha, a arquiduquesa Maria Isabel da Áustria-Toscana, filha grã-duquesa Maria Antonia (irmã de Fernando II e de Francisco, Conde de Trápani).
A princesa foi batizada com os nomes: "Maria da Graça Pia Clara Ana Teresa Isabela Adelaide Apolônia Ágata Cecília Filomena Antônia Lúcia Cristina Catarina", e teve como padrinhos: o duque soberano Roberto I de Parma, e sua primeira esposa, a princesa Maria Pia das Duas Sicílias.
Maria Pia e suas irmãs foram educadas no Colégio do Sagrado Coração de Aix-Provence, instituição administrada por religiosas perto de Cannes. Ali, Maria Pia passou sua infância e, terminados os estudos, a juventude. Sendo a predileta do pai, ela quem resolvia as pequenas disputas de infância de seus irmãos.
Em uma das visitas do imperador D. Pedro II do Brasil à Cannes, ele visitou a Villa Maria Teresa. O Conde de Caserta reuniu todos os filhos para apresentá-los ao imperador, e Maria Pia, aos seis anos de idade, teve que tocar "Marcha Turca" de Mozart, no piano.

### Juventude

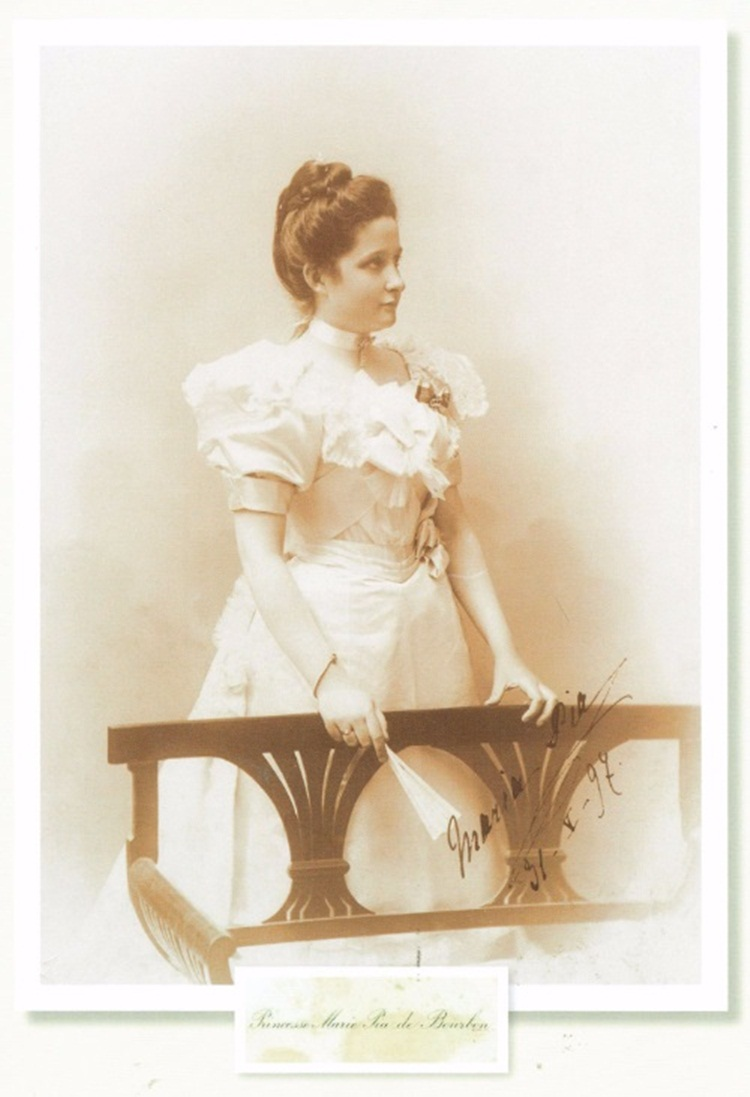
A Jovem Maria Pia

No final do século XIX, todas as famílias reais tomaram o hábito de passar o inverno em Cannes. Alexandrina, futura rainha da Dinamarca, e sua irmã Cecília, futura princesa imperial da Alemanha, filhas dos grãos-duques de Mecklemburg-Schwerin, juntas a princesa Maria Urussov e Maria Pia, formavam um quarteto de amigas jovens, belas e elegantes. Lá, que teve lugar o noivado, seguido do casamento de Alexandrina, em 10 de abril de 1898, com o futuro Cristiano X, Rei da Dinamarca.
Ao completar 18 anos, Maria Pia foi levada junto as irmãns para serem apresentadas a corte do imperador Francisco José. A recepção teve lugar em Hofburg, Palácio Imperial de Viena. No dia seguinte, houve um jantar em família no Palácio de Schönbrunn. Depois da Áustria, as princesas foram levadas a Munique, onde foi oferecido um almoço de gala pelo regente da Baviera, o príncipe Leopoldo.

### Casamento
Maria Pia conheceu seu futuro noivo ainda jovens, na eventual chegada de Luís à Europa em função do exílio. Acabariam se reencontrando aos 25 anos, em 1903, quando o príncipe estava a revisitar diversos parentes. Os príncipes se deram muito bem, e após a partida de Luís, Maria Pia disse aos pais: "Jamais me casarei com outro". No entanto, a confirmação do matrimônio foi apenas em 1908.
Maria Pia casou-se com o príncipe Luís, em 4 de novembro de 1908, na Igreja Nossa Senhora da Boa Viagem, em Cannes. Na lua de mel, Maria Pia e Luís visitaram a Itália e a Índia. O casal passou a viver em Cannes, na França. Eles tiveram três filhos: Pedro Henrique, Luís Gastão e Pia Maria.
Luís era o segundo filho da princesa Isabel do Brasil, então Chefe da Casa Imperial do Brasil, e de seu marido, o príncipe Gastão de Orléans, Conde d'Eu. Luís tornou-se o herdeiro de sua mãe após a renuncia de seu irmão mais velho, Pedro, no dia 30 de outubro de 1908, e passou assim a pretender o título de Príncipe Imperial do Brasil.

## Viuvez

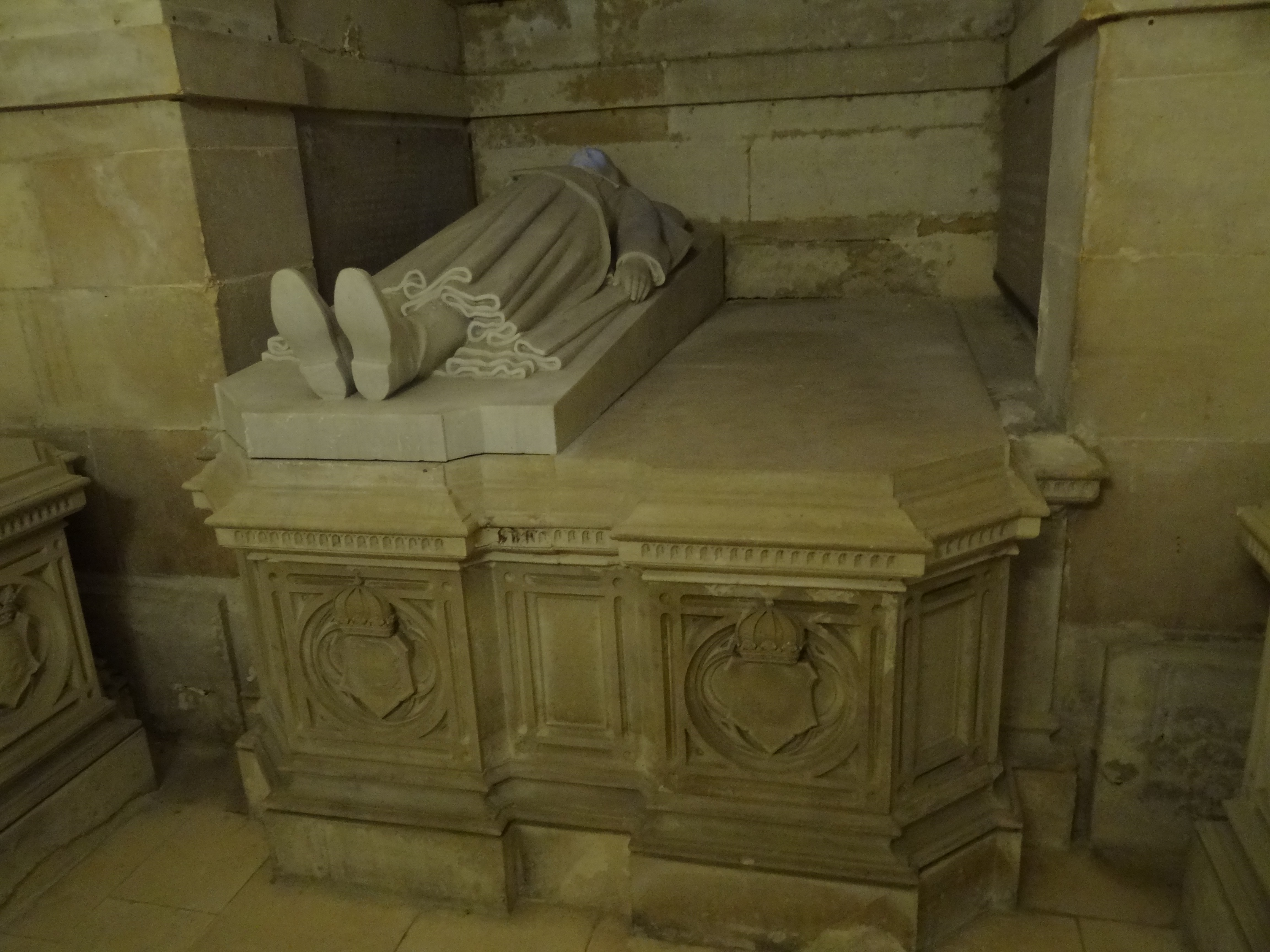
Túmulo de Maria Pia ao lado do seu esposo no Mausoléu dos Orléans na França.

Luis Maria do Brasil lutou na Primeira Guerra Mundial ao lado da França. Ele foi gravemente ferido e morreu em 26 de março de 1920 em Cannes. Apesar de a residência da princesa viúva ser na França, ela mantinha laços estreitos com o Brasil. Em 1922, Maria Pia, junto com seus dois filhos, Pedro Henrique e Luis Gastão, e seu sogro, o Conde d'Eu, estava a bordo do Navio Marsilia rumo ao Brasil para as comemorações dos 100 anos da independência. Quando ela chegou ao Rio de Janeiro, o Presidente da República mandou sua esposa recebê-la a bordo do navio e dar-lhe um tratamento de protocolo, como uma princesa de casa reinante. Em São Paulo, a Princesa Maria Pia se hospedou com os filhos na casa da Condessa Penteado, uma das senhoras mais ricas da cidade naquele tempo, a qual possuía um verdadeiro palácio na Avenida Higienópolis e ofereceu a eles apartamentos suntuosos. No Brasil, a princesa viúva causou uma impressão agradável em seus contemporâneos, especialmente nos membros do partido monarquista. Ela participou do lançamento das bases do sítio da futura estátua do Cristo Redentor, no Rio de Janeiro, atendendo assim ao pedido da falecida sogra. Durante essa viagem, seu sogro, o Conde d'Eu, morreu repentinamente.
Viúva, Maria Pia se dedicou inteiramente à criação e educação dos filhos, e depois dos netos, tendo grande influência na formação de sua visão de mundo. Em 1938, tornou-se madrinha de seu primeiro neto, Luís Gastão. A princesa viúva era católica e leal à instituição do papado. Maria Pia estava em correspondência e se encontrou pessoalmente com o Papa Pio X, que a presenteou com sua fotografia como uma lembrança de sua conversa.

## Morte
Maria Pia faleceu em sua casa de campo, em Mandelieu, em 20 de junho de 1973, sendo sepultada no ao lado de seu marido na Capela Real em Dreux. Em 2010, Dom José Palmeiro Mendes, reitor da abadia territorial de Nossa Senhora de Montserrat no Rio de Janeiro, propôs construir um túmulo no Brasil para membros da família imperial e, no centenário da morte de Luís Maria, para enterrar novamente os restos mortais do príncipe imperial, junto com os restos mortais de sua esposa Maria Pia.

## Descendência

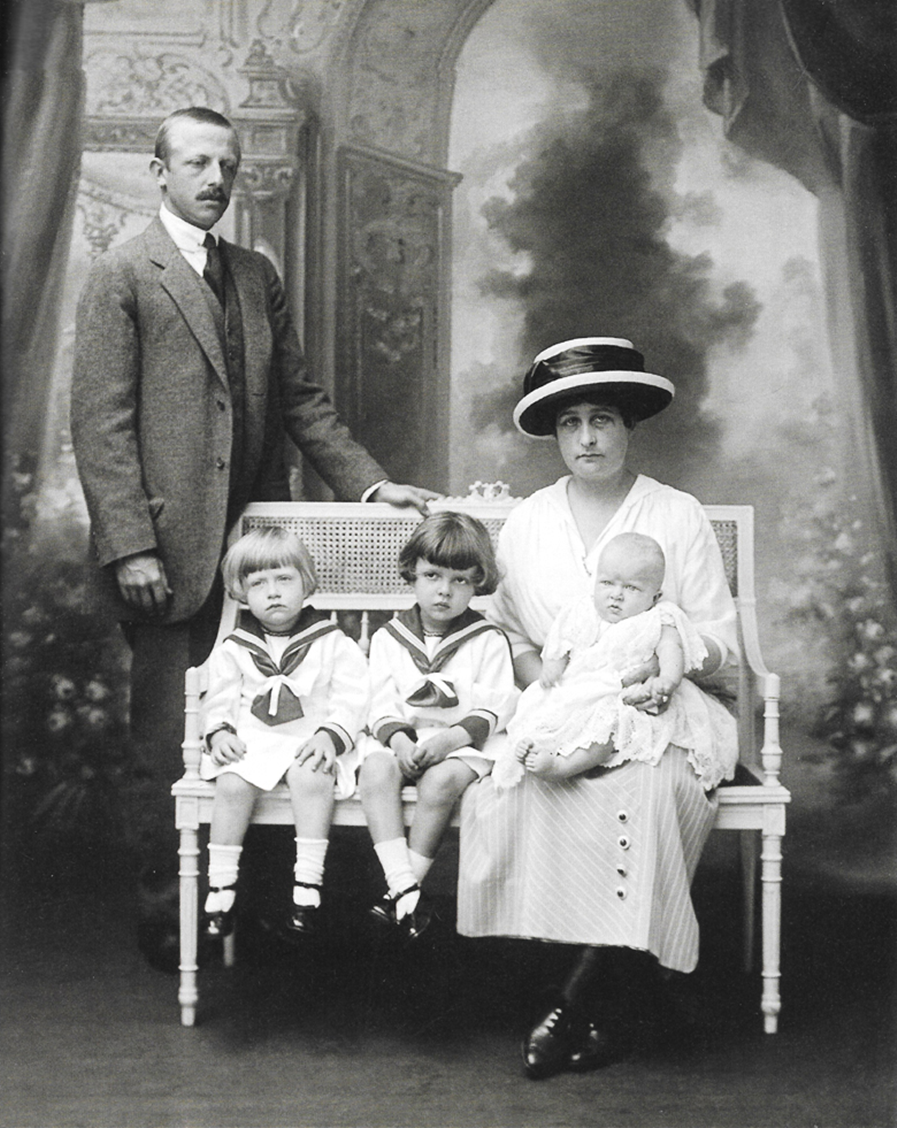
Maria Pia com seu Marido D. Luís, e seus filhos.

| Imagem | Nome           | Nascimento              | Morte                 | Notas                                                                         |
| ------ | -------------- | ----------------------- | --------------------- | ----------------------------------------------------------------------------- |
|        | Pedro Henrique | 13 de setembro de 1909  | 5 de julho de 1981    | Casou-se com Maria Isabel da Baviera, com descendência.                       |
|        | Luís Gastão    | 19 de fevereiro de 1911 | 8 de agosto de 1931   | Não se casou, morreu aos 20 anos.                                             |
|        | Pia Maria      | 4 de março de 1913      | 24 de outubro de 2000 | Casou-se morganaticamente com o conde René Jean de Nicolay, com descendência. |

## Titulos e Estilos
- 12 de Agosto de 1878 - 4 de Novembro de 1908: "Sua Alteza Real, a Princesa Maria Pia das Duas Sicílias"

- 4 de Novembro de 1908 - 26 de Março de 1920: "Sua Alteza Imperial e Real, a Princesa Imperial do Brasil"

- 26 de Março de 1920 - 20 de Junho de 1973: "Sua Alteza Imperial e Real, a Princesa Imperial Viúva do Brasil"